# 模拟城市3000
《模擬城市3000》是一款模擬城市建造的電腦遊戲。由藝電旗下的Maxis工作室製作發行，於1999年初發行；屬於模擬城市系列作品中的第三代。比起前作，《模擬城市3000》的畫面與建築物設計更加多樣且細膩，讓玩家可以從四個角度看到城市不同的風貌。該作提供300多種建築物供玩家使用，同時允許玩家在將近100平方英里的土地上大興土木。

## 遊戲特色
在該遊戲中，玩家將扮演一位無所不能的市長，在一塊地圖上建立理想的城市。玩家將體驗身為一位市長所要面臨的的考驗，包含各式各樣的建設、交通、財政、汙染、城市安全等各種問題，甚至是災害之後城市的重建。該作承襲了《模擬城市2000》的三維空間與時間軸的概念；地形編輯、鋪設水管與地下鐵等功能被保留，同時，部分的發電廠或交通設施等公共設施也同前作一樣，會依城市所在的時間被解開。不過該作大幅提升了遊戲畫面的細膩度，使城市的擬真度大為增加。建築物種類從《模擬城市2000》的100多種增加到300多種；玩家也被允許在前作四倍大的地圖上建造城市，讓城市具有更高的發展性。模擬城市3000導入了與鄰近城市交易的功能，玩家可以透過交易，將城市過剩的資源賣到鄰近的四個城市換取更多的收入，或著是購入不足的資源；此外，可以變動的政府政策和法案在本作中也有所增加。
部份新增的項目包括：
- 低密度工業區可以發展農業
- 首度導入設置「地標」的功能，允許玩家建設真實存在的世界著名景點建築
- 導入垃圾及污染問題
- 導入與鄰近城市交易的功能
- 區域僅需連結緊鄰發電廠的區域即享有電力服務，不需另外架設電線。
- 首度導入「獎勵與商機」建築物，玩家可以在達到一些目標時獲得額外的建築物，包括市長官邸、大聯盟球場等。部分建築物可增加收入。

在《模擬城市3000》中刪去了一些《模擬城市2000》存在的項目，其中包括：
- 水力發電廠
- 城中城
- 怪物、暴风雨、空难、洪水、宇宙機器人（以碟形UFO代替）五種災難

《模擬城市3000》台灣中文版增加了圓山大飯店、中正紀念堂等五個台灣地標，市長顧問群也改為亞洲人面孔，並賦予他們與真實人物諧音的名字，增加了遊戲的趣味性。該作品亦允許玩家讀取《模擬城市2000》的遊戲存檔，但新作刪去的部分（如:城中城）將不會出現在新遊戲中而變成空地。

## 資料片《模擬城市3000 探索無限》
《模擬城市3000 探索無限》（SimCity 3000 Unlimited）於2000年推出，作為原作的資料片，實際上卻是一款獨立遊戲，不需要《模擬城市3000》主程式即可安裝及運作。《模擬城市3000 探索無限》的遊戲畫面與操作模式和原作大致上相異不大，不過增加了遊戲的自由度，另外新增了「場景」與「建築設計師加強版」的遊戲內容。《模擬城市3000 探索無限》也曾經由Loki Games發行了Linux版本。
相較於原作，《模擬城市3000 探索無限》新增與修改的內容包括:
- 新增亞洲及歐洲的建築風格，原本美式的建築也有所增加。
- 新增沙漠、雪地、熱帶區等地貌以及針葉林、仙人掌、竹林等植被種類；玩家可以在遊戲開始前自由選擇，在遊戲中也可以更換。
- 開放玩家在隨機產生地圖後可編輯地形的功能，玩家可以在接受地圖前直接利用工具修改地形，不像原作只能對山、水、樹量表進行調整。
- 新增多個南韓、日本、歐洲的地標；同時解除原作中一個城市僅能建造十個地標的限制，不過相同的地標依然不能重複放置。
- 新增蝗蟲、有毒塵埃、漩渦、太空垃圾四種災難，同時增加派遣農藥噴灑機的功能用以對付蝗蟲災害。
- 新增擷取畫面的功能，玩家可以替您的城市照相。
- 「場景」的遊戲內容；遊戲中設置了十三個場景等著玩家去挑戰，玩家必須透過提示，在規定時間內達到一定的目標以解決場景城市的問題。這些場景包括了「解救火災威脅的倫敦」、「將莫斯科從犯罪中解放」、「為首爾世界盃最好準備」、「重新統一東西柏林」等。
- 場景編輯器；玩家可以利用自己建造的城市創造場景。
- 建築設計師加強版；玩家被允許設計自己喜歡的建築物，並且可以將他們放到城市中。

## 地標
《模擬城市3000》首度引入地標建造的功能，讓玩家可以在城市中放置真實存在的著名建築物：
- 舊金山市政廳（ 舊金山）
- 惡魔島（ 舊金山）（分為東、西兩棟建築）
- 美國銀行（ 舊金山）
- 寇特高塔（ 舊金山）
- 林肯表演藝術中心（ 紐約）
- 藝術宮（ 舊金山）
- 自然歷史博物館（ 紐約）
- 聯合國總部大樓（ 紐約）
- 帝國大廈（ 紐約）
- 洛克斐勒中心（ 紐約）
- 世界貿易中心（ 紐約）（分為A、B兩棟建築）
- 大中央車站（ 紐約）
- 自由女神像（ 紐約）
- 法國國家廣播電台會堂（法语：Maison de Radio France）（ 巴黎）
- 巴士底監獄（ 巴黎）
- 協和廣場（ 巴黎）
- 凱旋門（ 巴黎）
- 艾菲爾鐵塔（ 巴黎）
- 蒙特帕妮塔（ 巴黎）
- 聖母院（ 巴黎）
- 倫敦塔（ 倫敦）
- 特拉法加廣場（ 倫敦）
- 聖保羅大教堂（ 倫敦）
- 大笨鐘（ 倫敦）
- 西敏寺大教堂（ 倫敦）
- 柏林電視塔（ 柏林）
- 革命份子紀念館（ 柏林）
- 議會大廳（德语：Kongresshalle (Berlin)）（ 柏林）
- 柏林市政廳（ 柏林）
- 布蘭登堡門（ 柏林）
- 阿德勒天文台（ 芝加哥）
- 芝加哥藝術機構（ 芝加哥）
- 寫第水族館（英语：Shedd Aquarium）（ 芝加哥）
- 雪梨歌劇院（ 雪梨）
- 聖巴西爾教堂（ 莫斯科）
- 聖索菲亞大教堂（ 伊斯坦堡）
- 墨爾本板球場（ 墨爾本）
- 新天鵝堡（ 菲森）
- 霍爾斯滕門（ 呂貝克）
- 桃樹大廈（英语：Peachtree Center）（ 亞特蘭大）
- 昆士市場/芬威走廊（ 波士頓）
- 舊州議會（ 波士頓）
- 舊北區教堂（ 波士頓）
- 文藝復興中心（ 底特律）
- 聖路易安那700大樓（ 休士頓）
- 國會檔案大樓（英语：Capitol Records Building）（ 洛杉磯）
- 亞特蘭大公寓（英语：Atlantis Condominium）（ 邁阿密）
- 史密斯大廈（ 西雅圖）
- 哥倫比亞航海大廈（ 西雅圖）
- 聖路易大拱門（ 聖路易）
- 史密森博物館（ 華盛頓特區）
- 傑佛遜紀念堂（ 華盛頓特區）
- 林肯紀念堂（ 華盛頓特區）
- 美國國會大廈（ 華盛頓特區）
- 華盛頓紀念碑（ 華盛頓特區）
- 白宮（ 華盛頓特區）
- 美麗泉皇宮（ 維也納）
- 西恩塔（ 多倫多）
- 中銀大廈（ 香港）
- 亞歷山大燈塔（ [[[亚历山大 (埃及)|亞歷山卓]]）
- 人面獅身像（ 吉薩）
- 大金字塔（ 吉薩）
- 帕德嫩神廟（ 雅典）
- 泰姬瑪哈陵（ 阿格拉）
- 圓頂清真寺（ 耶路撒冷）
- 聖母百花大教堂（ 佛羅倫斯）
- 東京鐵塔（ 東京）
- 國家石油雙峰塔（ 吉隆坡）（分為A、B兩棟建築）
- 聖家堂（ 巴塞隆納）
- 西班牙皇宮（ 馬德里）
- 獨立廳（ 費城）
- 白楊之屋（ 聖安東尼奧）
- 加州廣場（ 核桃溪市）
- 沙特爾大教堂（ 沙特爾）

以下僅在台灣中文版提供：
- 國父紀念館（ 台北）
- 中正紀念堂（ 台北）
- 圓山大飯店（ 台北）
- 故宮博物院（ 台北）
- 總統府（ 台北）

以下為《模擬城市3000 探索無限》新增的地標：
- 南山高塔（ 首爾）
- 利物浦大教堂（ 利物浦）
- 加拿大廣場一號（ 倫敦）
- 斯德哥爾摩王宮（ 斯德哥爾摩）
- 聖公會大教堂（ 利物浦）
- 赫爾辛基大教堂（ 赫爾辛基）
- 皇家利物大廈（ 利物浦）
- 聖史蒂芬大教堂（ 維也納）
- 大韓生命大樓（ 首爾）
- 南大門（ 首爾）
- 景福宮勤政殿（ 首爾）
- 姬路城（ 姬路）
- 四天王寺（ 大阪）
- 廣播大樓（ 首爾）
- 東京黑大佛（ 東京）
- 日本國會議事堂（ 東京）

## 外部連結
- Maxis官方網頁 （页面存档备份，存于）
- 模擬城市3000官方網頁
- 模拟城市中文网 （页面存档备份，存于）
- 模擬城市經典回顧 （页面存档备份，存于）